# Лампа (город)
Лампа (исп. Lampa) — город в юго-восточной части Перу. Административный центр одноимённой провинции в регионе Пуно. Расположен на высоте 3930 м над уровнем моря. По данным переписи 2005 года население города составляет 4699 человек; данные на 2010 год говорят о населении 4854 человека.
Лампа известен как La Ciudad Rosada (розовый город) из-за характерной розовой застройки. Главным памятником является церковь колониальных времён.